# Phyllachora ochnacearum
Phyllachora ochnacearum är en svampart som beskrevs av Bat. & J.L. Bezerra 1964. Phyllachora ochnacearum ingår i släktet Phyllachora och familjen Phyllachoraceae.   Inga underarter finns listade i Catalogue of Life.